# Dahlia tenuis
Dahlia tenuis là một loài thực vật có hoa trong họ Cúc. Loài này được Robinson & Greenm. mô tả khoa học đầu tiên năm 1896.